# Йокаста (митология)
Вижте пояснителната страница за други значения на Йокаста.
Йокаста (на гръцки: Ἰοκάστη; на латински: Iokaste, Jokaste, Epikaste) е дъщеря на Менекей в древногръцката митология. Сестра е на Креон и царица на Тива.
Съпруга е на царя на Тива Лай (Laios). След смъртта на съпруга си, се омъжва за сина си Едип. Ражда му двама сина – Етеокъл и Полиник, и две дъщери – Антигона и Исмена.
Като разбира, че Едип е нейният изхвърлен син, се самоубива, като се обесва, a Едип си избожда очите със златните ѝ обеци.